# Nachal Mas'ad
Nachal Mas'ad (hebrejsky נחל מסעד) je vádí v jižním Izraeli, v centrální části Negevské pouště.
Začíná v nadmořské výšce okolo 600 metrů u hory Har Rachama. Směřuje pak k severozápadu kopcovitou pouštní krajinou. Od jihu přijímá zleva vádí Nachal Maš'abim. Z východu míjí vesnici Maš'abej Sade, u které ústí zleva do vádí Nachal Revivim.